# Antiblemma nannodes
Antiblemma nannodes là một loài bướm đêm thuộc họ Erebidae. Loài này có ở Jamaica và Cuba.